# TMK 900
TMK 900 (oznaczenie producenta JZT-1) – prototypowy tramwaj wyprodukowany w 1990 r. w zakładach Đuro Đaković w Slavonskim Brodzie w Jugosławii. Tramwaj TMK 900 zyskał potoczną nazwę Tenk (czołg).

## Konstrukcja
TMK 900 to przegubowy, jednokierunkowy, sześcioosiowy, silnikowy wagon tramwajowy. Nadwozie składa się z dwóch członów połączonych przegubem. Człony podparte są dwuosiowymi napędowymi wózkami, środkowy wózek jest toczny i znajduje się pod mechanizmem przegubu. Do przedziału pasażerskiego prowadzi czworo dwupłatowych drzwi odskokowych, umiejscowionych z prawej strony nadwozia. Wewnątrz rozmieszczono plastikowe siedzenia w układzie 1+1. Z przodu tramwaju zamontowano jeden reflektor (później zastąpiony dwoma). Prąd pobierany jest z sieci trakcyjnej za pomocą połówkowego odbieraka prądu.

## Dostawy
| Państwo        | Miasto         | Typ            | Lata dostaw    | Liczba | Numery taborowe |
| -------------- | -------------- | -------------- | -------------- | ------ | --------------- |
| Jugosławia     | Zagrzeb        | TMK 900        | 1990           | 1      | 900             |
| Łączna liczba: | Łączna liczba: | Łączna liczba: | Łączna liczba: | 1      |                 |

## Eksploatacja
Tramwaj wprowadzono do eksploatacji w Zagrzebiu 23 marca 1993 r. Z powodu usterek wielokrotnie wycofywany był z eksploatacji, ponieważ nie było możliwości zastąpienia prototypowych części zamiennikami i konieczne było każdorazowe wysyłanie ich do serwisu. W latach 1994–1997 wagon był odstawiony. Potem powrócił do ruchu, ale trudność napraw spowodowana specyficznymi częściami doprowadziła do wycofania go z ruchu w 2007 r..